# نادية الجندي
نادية الجندي (24 مارس 1946 -)، ممثلة مصرية. بدأت مشوارها الفني بفيلم جميلة عام 1958 بدور المجاهدة علياء، تجاوزت سنوات عملها السينمائي 64 عاماً.

## عن حياتها
نشأت نادية الجندي في عائلة من الطبقة المتوسطة، لأب يعمل في المقاولة وإنشاء المباني، وكان أبوها عبد السلام الجندي أحد أعلام حزب الوفد قبل ثورة 1952م. وتلقت تعليمها الأولي في مدرسة نبوية موسى، وفي السنة الأخيرة من التوجيهية شاركت في مسابقة ملكة جمال الإسكندرية ربيع سنة 1958، كما نالت كأس المناطق المصرية في التمثيل في نفس العام 1958، وهو ما أهّلها أن تكون في دور المجاهدة عليا في فيلم جميلة مع ماجدة ورشدي أباظة وأحمد مظهر، ومن إخراج يوسف شاهين، وتم عرضه في 9 ديسمبر 1958، وفي ذلك قالت الجندي: «اشتركت مدرسة نبوية موسى في مسابقة أشرفت عليها مدرسة الليسية الفرنسية لاختيار أفضل نجمة مسرحية بين الطالبات. كانت المسابقة تحت رعاية وحضور السيد كمال الدين حسين وزير التعليم آنذاك، وقد فزت بالمرتبة الأولى. وأقيمت لمدرستنا  بوابة لأول مرة على شاطئ النيل، وقد أعد لذلك مباراة لانتخاب ملكة جمال الربيع. كانت المرة الأولى التي أرتدي فيها فستان « سواريه » . كنت أعلم في قرارة نفسي أن عرش ملكة جمال الربيع سيفتح أمامي طريق الأضواء، ويلفت إلي أنظار أهل السينما، وبالفعل أتاح لي لقب ملكة جمال الربيع أن أتعرف إلى الممثلة المعروفة ماجدة، وأن تختارني لدور بارز في فيلمها جميلة». ثم جسدت العديد من الأدوار الصغيرة في سيتنات القرن العشرين، وعملت خلالها في السينما اللبنانية وكان آخر أعمالها في لبنان فيلم عالم الشهرة سنة 1971. ولها فيلمين في قائمة أفضل 100 فيلم في تاريخ السينما المصرية حسب استفتاء النقاد، هما: فيلم جميلة سنة 1958، وفيلم ميرامار سنة 1966. وفيلم ميرامار وصفته الجندي بأنه قمة أعمالها السينمائية.
عادت الجندي إلى مصر كي تقوم بالبطولة، ونجحت أفلامها التي انتجتها، وذاع صيتها بعد مسلسل الدوامة سنة 1973 مع محمود ياسين. وفي العام التالي 1974 عرض فيلم بمبة كشر، والذي حقق لها شهرة واسعة، وبلغت تكاليف إنتاج الفيلم 55 ألف جنيه، وحقق إيرادات بلغت 52442 جنيها في 16 إسبوع عرض بسينما ريفولي بالقاهرة.
شاركت بعدها في عدة أفلام حتى عام 1980 الذي قامت فيه ببطولة فيلم الباطنية والذي جعلها إحدى أهم نجمات حقبة الثمانينات، وبيعت الأفلام باسمها ولقبها (نجمة الجماهير)، ومن أهم أفلامها في تلك الفترة (وكالة البلح، خمسة باب، جبروت امرأة، شهد الملكة، الضائعة، الإرهاب). قدمت أيضًا خلال فترة التسعينات مزيدًا من الأفلام التي حققت إيرادات كبيرة أثناء عرضها بدور العرض، مثل (مهمة في تل أبيب، الجاسوسة، امرأة هزت عرش مصر، اغتيال، 48 ساعة في إسرائيل)، وكان آخر أفلامها الرغبة. ومع ظهور أفلام الكوميديا الجديدة في السينما اتجهت إلى العمل في التلفزيون، فقدمت مسلسلات عديدة منها (مشوار امرأة، من أطلق الرصاص على هند علام، ملكة في المنفى، أسرار، سكر زيادة).

### حياتها الأسرية
تزوجت مرتين، وكان زواجها الأول من الفنان عماد حمدي عام 1962، وأنجبت إبنها الوحيد «هشام» وعاشت معهُ حتى عام 1974، والثانية من المنتج السينمائي محمد مختار عام 1978 إلا أنها انفصلت عنهُ عام 1995.

## أعمالها

### المسلسلات
| سنة الإنتاج | المسلسل                     | الشخصية      |
| ----------- | --------------------------- | ------------ |
| 1968        | من وراء القضبان             | نوجا         |
| 1973        | الدوامة                     | زغزغة        |
| 1978        | قطار منتصف الليل            | حياة         |
| 2004        | مشوار امرأة                 | زينات / أمل  |
| 2007        | من أطلق الرصاص على هند علام | هند علام     |
| 2010        | ملكة في المنفى              | الملكة نازلي |
| 2015        | أسرار                       | أسرار        |
| 2020        | سكر زيادة                   | عصمت زكي     |

### الأفلام
| سنة الإنتاج | الفيلم                     | الشخصية                                |
| ----------- | -------------------------- | -------------------------------------- |
| 1958        | جميلة                      | المجاهدة علياء                         |
| 1959        | قبلني في الظلام            | مشهد في الحفل الراقص                   |
| 1960        | زوجة من الشارع             | فاطمة                                  |
| 1960        | حلاق السيدات               | ضيفة بالحفل                            |
| 1961        | عاصفة من الحب              | زينب                                   |
| 1961        | تحت سماء المدينة           |                                        |
| 1962        | ألمظ وعبده الحامولي        | عاهرة فرنسية                           |
| 1965        | الحب الخالد                | تحية                                   |
| 1965        | أيام ضائعة                 | نعيمة                                  |
| 1965        | الخائنة                    | منى                                    |
| 1966        | صغيرة على الحب             | نادية                                  |
| 1966        | غرام في أغسطس              | فاطمة أبو الفتوح                       |
| 1966        | فارس بني حمدان             | صوفيا                                  |
| 1967        | كرم الهوى                  | آنسة شخله                              |
| 1968        | مراتي مجنونة مجنونة مجنونة | عايدة                                  |
| 1969        | ميرامار                    | صفية                                   |
| 1969        | دخان الجريمة               | سعاد                                   |
| 1970        | الثعلب والحرباء            | أميرة                                  |
| 1970        | الحب والثمن                | سوزي                                   |
| 1970        | بنت الشيخ                  | شمعة العز                              |
| 1971        | الضياع                     | نوال                                   |
| 1971        | عالم الشهرة                | زيزي                                   |
| 1972        | فندق السعادة               | نجوى                                   |
| 1974        | بمبة كشر                   | بمبة كشر                               |
| 1976        | شوق                        | شوق                                    |
| 1978        | ليالي ياسمين               | ياسمين                                 |
| 1980        | الباطنية                   | وردة                                   |
| 1981        | أنا المجنون                | نعيمة                                  |
| 1981        | القرش                      | المعلمة تفاحه                          |
| 1982        | وكالة البلح                | نعمة الله                              |
| 1983        | وداد الغازية               | وداد                                   |
| 1983        | خمسة باب                   | تراجي                                  |
| 1983        | عالم وعالمة                | لوله العالمه                           |
| 1984        | جبروت امرأة                | نرجس حنفي                              |
| 1984        | الخادمة                    | فردوس                                  |
| 1985        | شهد الملكة                 | زهيرة الناجي                           |
| 1985        | صاحب الإدارة بواب العمارة  | زايدة / زيزي                           |
| 1985        | المدبح                     | أفكار                                  |
| 1986        | بيت الكوامل                | فريدة هانم                             |
| 1986        | الضائعة                    | زينب إبراهيم الدسوقي                   |
| 1987        | عزبة الصفيح                | قشطه                                   |
| 1988        | ملف سامية شعراوي           | سامية شعراوي                           |
| 1989        | الإرهاب                    | عصمت                                   |
| 1990        | شبكة الموت                 | نور                                    |
| 1991        | عصر القوة                  | أمينة الفيومي                          |
| 1991        | رغبة متوحشة                | ناهد                                   |
| 1992        | مهمة في تل أبيب            | آمال الكيال                            |
| 1993        | الشطار                     | الباتعه السيد الخضري / مدام رشا الخضري |
| 1994        | الجاسوسة حكمت فهمي         | حكمت فهمي                              |
| 1995        | امرأة هزت عرش مصر          | نهى رشدي                               |
| 1996        | اغتيال                     | ندى                                    |
| 1997        | امرأة فوق القمة            | نعمة عبد الغفار                        |
| 1998        | 48 ساعة في إسرائيل         | أمل                                    |
| 1999        | الإمبراطورة                | زنوبه بشندي / زيزي أبو المعاطي         |
| 1999        | أمن دولة                   | سميحة عبد المعطي / سعاد                |
| 2000        | بونو بونو                  | ناهد / جعفر                            |
| 2002        | الرغبة                     | نعمه الشناوي                           |

## وصلات خارجية
- نادية الجندي على موقع IMDb (الإنجليزية)
- نادية الجندي على موقع الدهليز
- نادية الجندي على موقع قاعدة بيانات الأفلام العربية
- نادية الجندي على موقع قاعدة بيانات الفيلم (الإنجليزية)